# Luo Xiaoling
En aquest nom xinès, el cognom és Luo.
Luo Xiaoling (en xinès: 罗晓玲, Gansu, 20 de setembre de 1988) és una ciclista xinesa, professional des del 2009, actualment milita a l'equip China Chongming-Liv. Especialista en el ciclisme en pista, ha participat en els Jocs Olímpics de Rio de Janeiro.

## Palmarès en pista
- 2014
  - Campiona d'Àsia en Òmnium
- 2015
  - Campiona d'Àsia en Òmnium
- 2016
  - Campiona d'Àsia en Òmnium
- 2017
  - Campiona d'Àsia en Persecució per equips